# Golpe de Estado no Brasil em 1937
O Golpe de Estado no Brasil em 1937, também conhecido como Golpe do Estado Novo, foi um golpe militar liderado pelo presidente Getúlio Vargas com o apoio das Forças Armadas em 10 de novembro daquele ano.
Vargas havia chegado ao poder em 1930 com o apoio dos militares, após uma revolução que encerrou a política do café com leite, caracterizada pela alternância de uma mesma oligarquia no poder. Vargas governou como presidente em exercício até as eleições da Assembleia Nacional Constituinte, em 1934. Sob uma nova constituição, tornou-se o presidente constitucional do Brasil, mas após uma insurreição comunista em 1935, as especulações aumentaram sobre um possível autogolpe. Os candidatos para a eleição presidencial de 1938 anunciaram suas candidaturas já no final de 1936. Vargas não pôde concorrer a um novo mandato, mas ele e seus aliados não estavam dispostos a abandonar o poder. Apesar do afrouxamento da repressão política após a revolta comunista, o forte sentimento por um governo ditatorial permaneceu, e a crescente intervenção federal nos governos estaduais abriria o caminho para um golpe.
Com o início oficial dos preparativos para o golpe em 18 de setembro de 1937, oficiais superiores militares utilizaram o Plano Cohen, um documento fraudulento, para provocar o Congresso Nacional a declarar o estado de guerra. Depois que a Brigada Militar gaúcha foi incorporada às forças federais por uma comissão relacionada ao estado de guerra em seu estado, o governador Flores da Cunha, que se opunha a Vargas, exilou-se em meados de outubro de 1937. Os governadores da Bahia e Pernambuco também foram atacados por comissões em seus estados. Francisco Campos redigiu uma nova e ambiciosa constituição para que Vargas se tornasse um ditador. Em novembro, o presidente detinha a maior parte do poder no país, e havia pouco a ser feito para deter o plano. Na manhã de 10 de novembro de 1937, os militares cercaram o Congresso Nacional. O ministério expressou a aprovação para a nova constituição corporativa, e um discurso na rádio de Vargas proclamou o novo regime, o Estado Novo.
Como consequência do golpe, um estado semifascista e autoritário, modelado nos países fascistas europeus, foi instalado no Brasil. As liberdades e direitos individuais foram retirados, o mandato de Vargas foi prolongado por seis anos, que passou a oito, e o poder dos estados evaporou-se. Um plebiscito para a nova constituição foi prometido, mas nunca realizado. Vargas governou como ditador até que outro golpe de Estado, em 1945, restabeleceu a democracia. As reações estrangeiras ao golpe de 1937 foram em sua maioria negativas. Os países sul-americanos foram hostis ao ocorrido. A Alemanha Nazista e a Itália Fascista apoiaram o golpe, mas nos Estados Unidos e no Reino Unido a reação geral foi desfavorável.

## Contexto

### Brasil no início da década de 1930

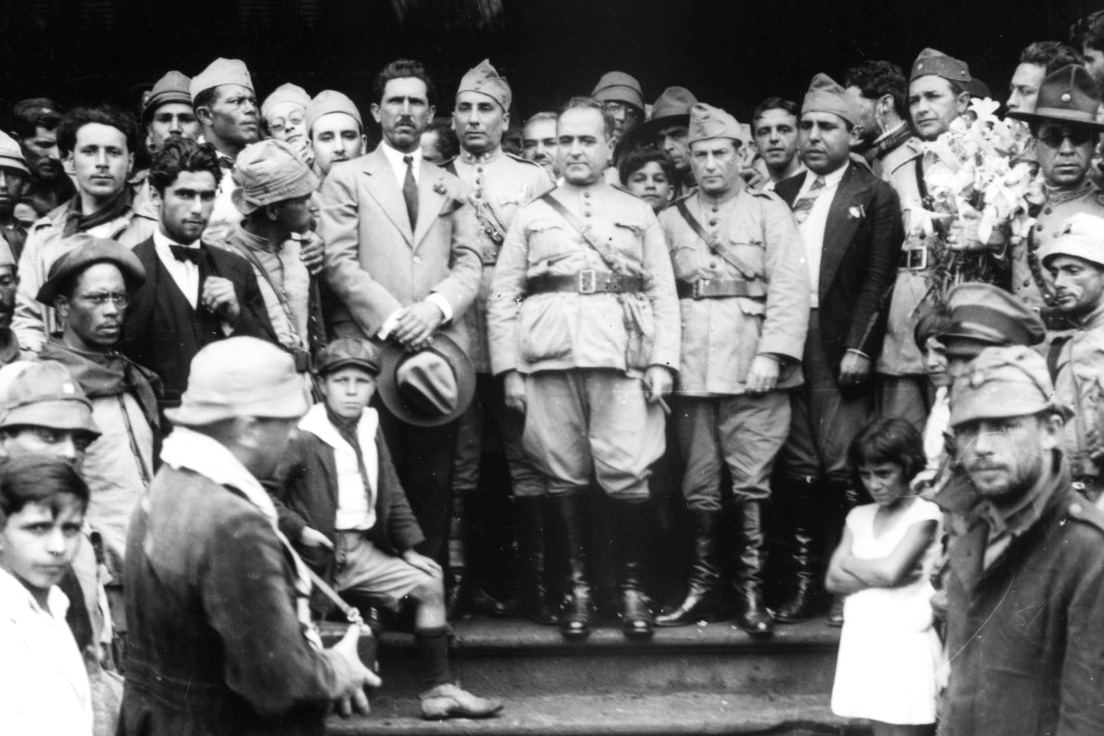
Getúlio Vargas com outros líderes da Revolução de 1930 logo após a derrubada de Washington Luís

A Primeira República Brasileira terminou com a Revolução de 1930. A crise econômica de 1929 minou o poder de uma oligarquia que dominava a política brasileira desde a década de 1890 e concentrava o poder nos estados de São Paulo e Minas Gerais. A oligarquia entrou em colapso quando o presidente Washington Luís, de São Paulo, indicou para sucedê-lo outro político de seu estado natal, Júlio Prestes, em vez de manter a política do café com leite e nomear um candidato mineiro. Em resposta, Minas Gerais formou a Aliança Liberal com os estados do Rio Grande do Sul e da Paraíba para se opor ao movimento, nomeando Getúlio Vargas para a presidência na eleição de 1930. A vitória apertada de Prestes em março, junto com o assassinato de João Pessoa, candidato a vice-presidente na chapa derrotada, levou Vargas e seus partidários a iniciar uma revolução armada em outubro daquele ano e a instalar um novo regime no Brasil.
Após a revolução, Vargas tornou-se presidente em exercício, dissolveu o Congresso Nacional e outros órgãos representativos, estabeleceu um regime de emergência, substituiu quase todos os presidentes estaduais por "interventores" e assumiu todo o poder na formulação das políticas. Naquele momento, os militares o apoiavam. Os paulistas instigaram uma breve guerra civil entre julho e outubro de 1932, a Revolução Constitucionalista, mas não conseguiram derrotar o governo federal. Vargas permitiu que eleições ocorressem em maio de 1933 para eleger os membros da Assembleia Nacional Constituinte, que se reuniu até 1934. Em julho de 1934, a Assembleia aprovou uma nova Constituição e reelegeu Vargas para um novo mandato, de quatro anos, até maio de 1938, inaugurando um regime quase democrático.

### Intentona Comunista (1935)

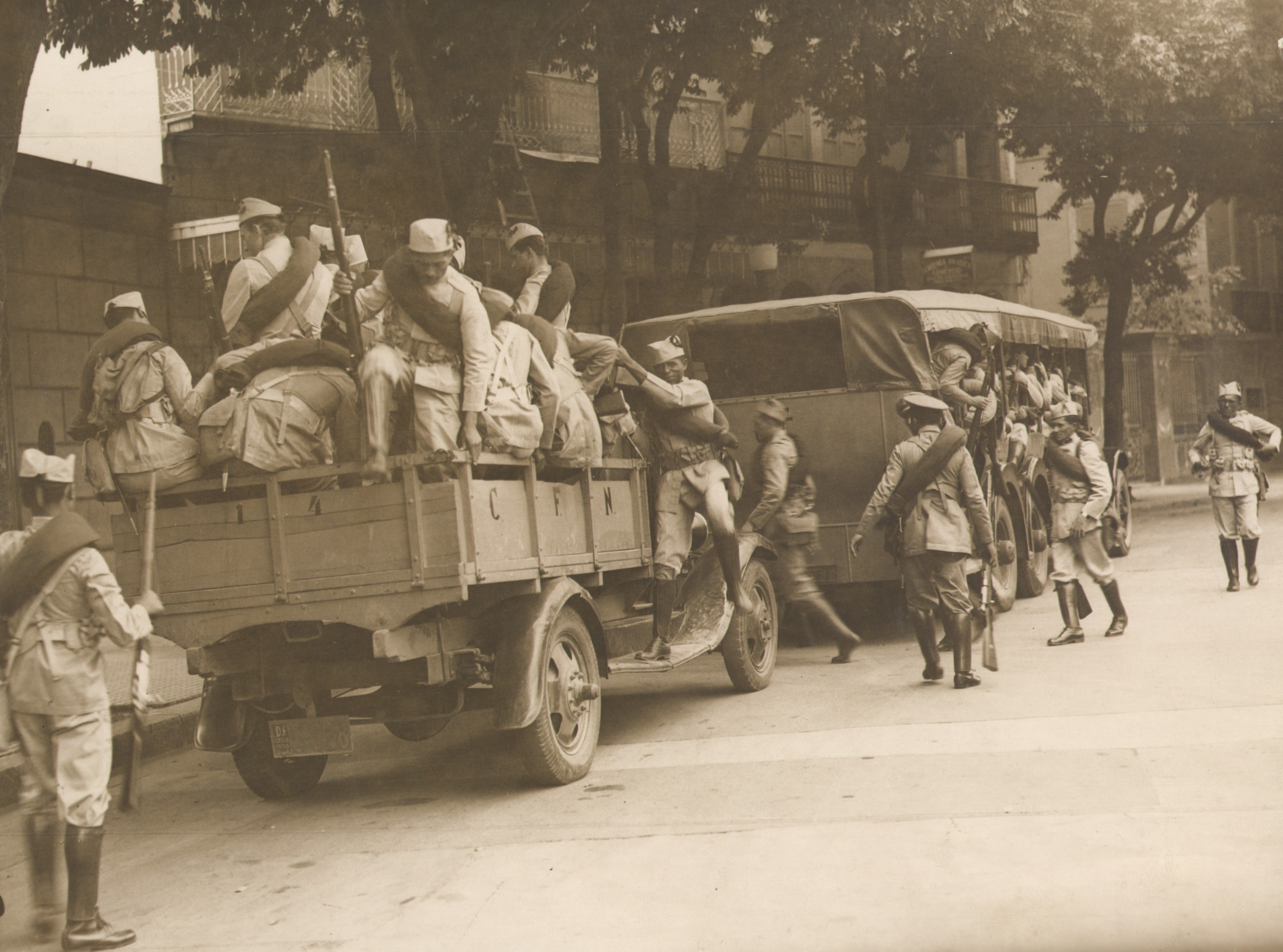
Militares desembarcam para proteger o Palácio do Catete durante a Intentona Comunista

Em 23 de novembro de 1935, uma tentativa de golpe militar apoiada pelo Partido Comunista Brasileiro teve início no Rio Grande do Norte. O movimento prosseguiu no Recife e no Rio de Janeiro, onde os confrontos entre as tropas foram especialmente sangrentos e várias pessoas morreram. Uma junta governou a capital do Rio Grande do Norte, Natal, por um curto período até que os levantes foram derrotados em 27 de novembro de 1935. As consequências foram duras; os historiadores Boris e Sergio Fausto observaram que o levante "abriu caminho para medidas repressivas de longo alcance e para uma escalada do autoritarismo." O governo federal ordenou uma repressão especialmente ao Partido Comunista, e à esquerda política em geral, instruindo o Congresso a fazer o mesmo. Entre os novos órgãos governamentais criados para este fim estava a Comissão Nacional para a Repressão do Comunismo e o Tribunal de Segurança Nacional (TSN). A comissão foi estabelecida em 24 de janeiro de 1936, atuando de forma independente como uma agência de investigação, tendo um diretor efetivo que certa vez disse a Vargas que fazer uma ou mais prisões injustas era preferível a permitir que o Brasil experimentasse outra insurreição comunista. O Congresso criou o TSN em 1936 para investigar a revolta de 1935 e julgar suposta traição contra o povo brasileiro, embora tenha se tornado uma organização permanente, durando até 1945.
A polícia invadiu o Congresso em março de 1936 e prendeu cinco deputados que apoiavam a Aliança de Libertação Nacional, uma frente de esquerda. A Câmara dos Deputados permitiu a retirada da imunidade constitucional desses parlamentares, com 190 votos a favor e 59 contra. Um deles, Abel Chermont, declarou em maio de 1937 que dezesseis detetives o forçaram, juntamente com sua esposa e seus dois filhos, a ir a uma delegacia, onde foi espancado e mantido prisioneiro; após resistir, Chermont foi levado para a garagem da polícia, sendo novamente espancado por doze homens. Os cinco foram mantidos em confinamento solitário nos primeiros dois meses e tiveram negado até mesmo o privilégio de tomar ar fresco. Um estado de emergência nacional de noventa dias foi declarado pelo Congresso em 18 de dezembro de 1935 e, posteriormente, prorrogado cinco vezes. A Constituição de 1934 existiu essencialmente apenas de jure, pois os estados de emergência e as ações policiais a violaram, sendo as ações apoiadas por um clima anticomunista. A primeira especulação de que Vargas poderia estar iniciando um autogolpe e a importância da revolta surgiram após a insurreição comunista. Vargas encontrou apoio de todos os lados, com o Congresso aprovando três emendas constitucionais para reforçar seu poder. Um número extraordinário de pessoas foi preso, e Vargas comentou a situação: "sem processo e sem provas, centenas de presos que talvez fossem inocentes." As estimativas do número de prisões variam: jornais comunistas no Brasil e L'Humanité na França colocaram o número em 20 mil e 17 mil, respectivamente, mas o historiador Robert M. Levine estimou entre 5–15 mil prisões. Os prisioneiros sofreram negligência, exploração e superlotação severa. Luís Carlos Prestes assumiu a responsabilidade pela insurreição e foi condenado a dezessete anos de prisão pelo TSN.

### Especulação e fatores influentes (1935–1937)
Do final de 1936 ao início de 1937, os políticos apresentaram suas candidaturas à presidência para a eleição de janeiro de 1938. O Partido Constitucionalista de São Paulo apoiou Armando de Sales Oliveira; o governo Vargas apoiou José Américo de Almeida; e a Ação Integralista Brasileira (AIB) apoiou Plínio Salgado. Vargas não poderia suceder-se a menos que esperasse quatro anos pela próxima eleição. Segundo o historiador Richard Bourne, "Embora [Oliveira] fosse objetivamente um candidato da oposição, ele iniciou uma espécie de campanha decorosa, falando mais para os empresários do que para o público em geral e tentando minimizar qualquer ofensa ao governo federal." Uma coalizão de governadores reunida pelo governador mineiro, Benedito Valadares, selecionou Almeida como candidato governista em maio de 1937. Salgado entrou na disputa em junho, declarando ao eleitorado ser a injunção de Jesus. Seu partido era fascista, nacionalista e centrado na igreja, essencialmente um híbrido entre catolicismo, misticismo e o lema Ordem e Progresso, com a capacidade de atrair as massas. No entanto, uma "atmosfera livre e saudável" para as eleições, declarada no discurso de ano novo do presidente em 1937, enfrentava dificuldades. Fora do Brasil, a guerra ameaçava a Europa. No âmbito interno, os estados tinham novas dificuldades, os militares pressionavam para intervir neles e a extrema-direita se tornava militante.
Com as eleições presidenciais, surgiram debates políticos, foram suspensas as medidas repressivas e o ministro da Justiça, Macedo Soares, ordenou a libertação de 300 presos. O Congresso recusou um pedido para prolongar novamente o estado de emergência declarado em 1935. Vargas e seus aliados não estavam dispostos a abandonar o poder. Eles não confiavam em nenhum dos candidatos e parecia que o Brasil corria o risco de seguir o caminho da Espanha, destruída pela guerra civil. Nas Forças Armadas, havia apoio crescente para "um Estado forte, uma solução ditatorial para os males do Brasil." Estados nazistas e fascistas na Europa influenciaram alguns oficiais; outros, como o general Newton Cavalcanti, foram afetados pelo integralismo. O crescente deslocamento de Almeida para a esquerda complicou a situação com suas tentativas de satisfazer o eleitorado da classe trabalhadora. Almeida não se portou como um candidato governista e, em determinado momento, chegou a atacar Vargas, dizendo: "Se Vargas quiser se perpetuar no poder, a nação cumprirá seu dever, irá às urnas e votará, mesmo que isso seja diante de balas."
Até 1937, o governo federal procurou resolver as dificuldades regionais. Vargas ordenou intervenções mais frequentes nos estados, incluindo Mato Grosso e Maranhão; o governador maranhense pró-Vargas havia sido cassado pela oposição. O interventor e governador do Rio Grande do Sul, Flores da Cunha, que era contrário ao presidente, agora encontrava Vargas tentando circunscrever sua influência. O presidente aumentou o poder do comandante militar federal no Rio Grande do Sul na tentativa de contestar a força armada de Cunha. Vargas também decretou estado de sítio em abril para atacar o governador. Os militares se juntaram ao esforço, fazendo uma série de denúncias contra Cunha. Lima Cavalcanti, governador de Pernambuco, cuja relação com o governo federal estava se deteriorando, também foi um alvo. O governador da Bahia, Juracy Magalhães, tentou formar uma aliança secreta entre vários estados, mas seu plano fracassou. Surgiram rumores de que Vargas se preparava para cancelar as eleições, e o jornalista Maciel Filho descreveu a atmosfera em meados de setembro: "A força de Getúlio merece um golpe para acabar com essa tolice. A Marinha está firme e ditatorial, assim como o Exército. Não há mais soluções constitucionais para o Brasil."

## Preparação em 1937
A necessidade de Vargas de retirar Cunha do governo gaúcho abriu caminho para o cancelamento das eleições e a anulação do sistema federativo, levando ao planejamento de uma nova constituição e do que viria a ser o Estado Novo. Os organizadores do golpe decidiram, em vez de potencialmente provocar uma guerra civil operando principalmente no sul, buscar intercessões nos estados contrários a Vargas e isolar os aliados de Cunha na Bahia e em Pernambuco em preparação para a derrubada do governador. Com a ascensão de Pedro Aurélio de Góis Monteiro como chefe do Estado-Maior do Exército em julho de 1937 e a retirada dos oficiais adversários no comando, Vargas estava sob crescente pressão militar para agir a favor deles ou ser deposto. O governo moveu-se continuamente em uma direção autoritária, apesar das garantias do presidente de que deixaria o cargo. Segundo o militar Ernâni do Amaral Peixoto, "o Golpe do Estado Novo viria com Getúlio, sem Getúlio, ou contra Getúlio."

### Setembro

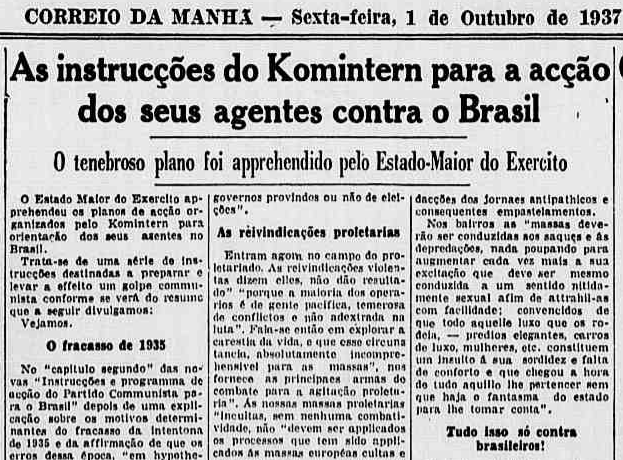
Matéria do jornal Correio da Manhã sobre o Plano Cohen, em 1.º de outubro de 1937

O planejamento do golpe iniciou oficialmente em 18 de setembro de 1937, embora se acredite que no início de 1936 Vargas já estava tentando estender seu mandato modificando a Constituição de 1934. O humor deprimido do presidente em julho mudou após uma reunião com Monteiro e Filho. Vargas e o ministro da Guerra, Eurico Gaspar Dutra, se encontraram, e o presidente explicou sua intenção de dar um golpe, esperando o consentimento do Exército. Dutra garantiu seu apoio a Vargas, mas observou que precisaria consultar os demais militares. Dutra conseguiu ajuda do general Daltro Filho, comandante da 3.ª Região Militar no Rio Grande do Sul. Nove dias depois (27 de setembro), Dutra convocou uma reunião de altos oficiais do Exército, incluindo Monteiro. Os participantes chegaram ao consenso de que havia a chance de outro levante comunista ocorrer e criticaram a legislação brasileira, justificando o apoio dos militares a um golpe do presidente. Um general acrescentou que a oportunidade também deveria ser usada para combater o extremismo da direita. Com o conselho de Monteiro, Francisco Campos, que admirava o fascismo e o corporativismo europeu e era antiliberal e anticomunista, trabalhava clandestinamente em uma nova constituição corporativa que atingisse os desejos de Vargas.
O problema era que não havia razão aparente para dar um golpe. Em 28 de setembro, Monteiro afirmou que os rumores de um golpe eram totalmente infundados. Em 30 de setembro, porém, Dutra, no programa de rádio A Hora do Brasil, revelou publicamente um documento comunista — o Plano Cohen — que detalhava uma revolução violenta com estupros, massacres, saques e incêndios de igrejas, e convocou um novo estado de guerra. Levine considera que o documento foi "uma falsificação flagrante"; os Faustos o chamam de "fantasia" ou ficção. As origens do texto são incertas. O capitão integralista Olímpio Mourão Filho, chefe de propaganda da AIB, redigiu um plano para uma potencial revolta comunista. Monteiro conseguiria o documento por meio de Mourão e o repassaria, supostamente apreendido de fontes comunistas, a Dutra e outros. Anos depois, o capitão explicou que, como fazia parte do antigo Ministério da Guerra, estava dando atenção a uma teórica insurreição comunista. Essa potencial insurreição seria então divulgada em um boletim da AIB, descrevendo como a insurreição aconteceria e como os integralistas reagiriam a ela. A versão do plano Cohen veiculada nos jornais e na A Hora do Brasil, acrescentou, difere do documento inicial. O documento, que acabou fortalecendo o governo na preparação para o golpe, também era antissemita, pois "Cohen" era um óbvio sobrenome judeu e uma possível variação do nome de Béla Kun, um comunista judeu-húngaro.

### Outubro
Em 1.º de outubro de 1937, um dia após a revelação do documento, o paralisado Congresso se reuniu durante a noite para declarar o estado de guerra e suspender as liberdades e direitos constitucionais. Apenas alguns estados hesitantes e liberais se opuseram às medidas. Vargas e os militares visitaram os túmulos dos mortos em 1935 pelos comunistas, dizendo "que esta peregrinação seja uma lição e um alerta", acrescentando que "as Forças Armadas estão alertas na defesa do país." Governadores chefiaram comissões relacionadas ao estado de guerra para reprimir a oposição em quase todos os estados. Foram notáveis exceções o governador gaúcho Cunha, que era o alvo da comissão, e o governador pernambucano Cavalcanti, que foi impedido de participar nas reuniões da comissão. Cunha foi quase destituído, mas seu pedido de impeachment não foi aprovado por um voto. Quando a comissão do estado de guerra exigiu a incorporação das milícias estaduais nas forças federais, o governador não tinha poder para se opor, o que foi feito a 17 de outubro. O arcebispo Dom João Batista Becker transmitiu a notícia a Cunha, que se exilou em Montevidéu no dia 18 de outubro, deixando um discurso de despedida ao seu estado. A liderança da 3.ª Região Militar declarou federalizada a Brigada Militar do Rio Grande do Sul. O irmão de Vargas, Benjamin, ligou ao presidente para lhe notificar que as coisas no Rio Grande do Sul estavam indo bem. Ao mesmo tempo, Vargas trabalhava estreitamente com o governador mineiro Valadares.
O comandante militar na Bahia, outro estado onde o governador não chefiava a comissão, o atacou ferozmente. Em Pernambuco, as cartas do governador foram censuradas, os editores favoráveis a ele foram perseguidos, e vários dos seus funcionários foram presos. No final de outubro, o deputado Negrão de Lima visitou os estados do Nordeste, para se certificar de que os governadores dos estados apoiavam um golpe e para observar as suas reações. Houve um consenso quase unânime a seu favor. A campanha anticomunista estava no seu auge: as igrejas falavam abertamente sobre a ameaça comunista; estudantes universitários formaram uma oposição à ideologia em Curitiba; escolas secundárias foram fechadas para uma investigação sobre o comunismo em Belém do Pará; e sociedades espíritas, um incômodo constante para a igreja, foram extintas no Rio de Janeiro.

### Novembro
Em 1.º de novembro, houve um desfile da milícia integralista, observado por Vargas e pelo general Cavalcanti. Embora os "contadores" de Vargas tenham encontrado apenas 17 mil pessoas no desfile, Salgado, o candidato integralista, referiu-se repetidamente ao evento como a marcha dos "50 mil camisas verdes." Salgado proclamou que os participantes estavam "aproveitando esta oportunidade para afirmar sua solidariedade com o presidente da República e as Forças Armadas na luta contra o comunismo e a democracia anárquica, e para proclamar os princípios de um novo regime." Salgado disse que a luta também era contra o capitalismo internacional. O discurso sinalizou sua saída da corrida presidencial, afirmando que desejava "não ser presidente da República, mas simplesmente o conselheiro do meu país." Enquanto isso, circularam rumores sobre um golpe vindouro, mas as atividades do governo continuaram como de costume. Levine escreveu: "Parecia evidente que o país estava se movendo para a extrema-direita e para o fascismo." Uma semana antes do golpe (3 de novembro), houve uma comemoração do sétimo ano de Vargas no poder. Entretanto, o presidente estava ausente do evento, conversando com os assessores sobre o preço do café e alocando a noite para uma longa discussão com Monteiro.
Dutra, Monteiro e o general Cavalcanti concordaram que o novo regime continuaria provisoriamente até que um plebiscito nacional, detalhado na nova carta magna, fosse realizado. Monteiro fez então uma declaração pública de que os líderes militares não estavam buscando uma ditadura militar. Na semana que antecedeu o golpe, Vargas e Campos se encontraram e discutiram a nova constituição nacional que Campos havia escrito. Uma notícia no Correio da Manhã, abordando uma conspiração no Exército, foi censurada. O aparato voltado para a censura foi entregue à polícia do Distrito Federal pelo Ministério da Justiça Civil. Em 7 de novembro, o presidente escreveu em seu diário que o golpe planejado, que levaria ao fechamento do Congresso e à imposição de uma nova constituição, não poderia ser evitado. Levine considerou que Vargas agora detinha o controle "quase absoluto" do país. Houve um claro apoio do Exército, com uma proporção de três generais favoráveis a um contrário para a ideia de emendar a Constituição de 1934. Comandantes das regiões militares, generais do Rio e da Marinha apoiaram a trama. Intrigados depois de serem informados por Campos, os integralistas acreditavam que os eventos os levariam para o governo nacional. Campos lhes disse que se tornariam uma associação cívica, a "base do Novo Estado." Na realidade, eles seriam traídos.
A data do golpe foi marcada para 15 de novembro, o aniversário da Proclamação da República. A oposição havia se mobilizado apenas no início de novembro. A notícia das visitas de Negrão de Lima ao Nordeste tinha se espalhado no início de novembro e, portanto, para dissuadir a imprensa, Vargas disse que se tratava de uma consulta às opiniões dos estados para a substituição do candidato à presidência. Oliveira enviou um manifesto aos militares em 8 de novembro, supostamente divulgado no quartel, instando-os a parar o golpe. Isto foi um revés, e embora Oliveira e Almeida, os candidatos presidenciais, tenham atacado a trama, os líderes golpistas se reuniram urgentemente com Vargas no Palácio Guanabara, onde estava trabalhando, na noite de 9 de novembro para mudar a data até 10 de novembro; eles não podiam esperar até o dia 15. Houve também comunicações entre Valadares e o interventor de São Paulo e as forças pró-governo do Rio Grande do Sul. O ministro moderado da Justiça, Macedo Soares, que vinha tentando salvar a democracia, renunciou ao gabinete em 8 de novembro; Campos o substituiu no dia seguinte. Com mais boas notícias vindas dos estados, não havia agora oposição no caminho do presidente e do golpe de Estado.

## Golpe
Na manhã de 10 de novembro de 1937, a cavalaria da polícia do Distrito Federal cercou o Congresso e bloqueou a entrada, impedindo o ingresso dos parlamentares. Dutra era contra o uso do Exército nesta operação. Um visitante tentando entrar no Palácio Monroe, a antiga sede do Senado, foi informado por um guarda: "Quando um senador não pode entrar, então como um estranho pode entrar?" Como os congressistas eram os funcionários mais bem pagos do estado, Vargas alegou ter economizado dinheiro ao enviá-los para casa. O presidente do Senado foi informado sobre a dissolução da instituição. Às 10h da manhã, cópias da nova constituição foram impressas e distribuídas entre o ministério; foi-lhes pedido que assinassem a nova constituição. O único dissidente, Odilón Braga, ministro da Agricultura, renunciou imediatamente e foi substituído pelo paulista Fernando de Sousa Costa. Dutra, entretanto, elogiou a "alta missão confiada às Forças Armadas nacionais." Muitos militares renunciaram, notadamente o coronel Eduardo Gomes. Quase todos os estados mantiveram seus interventores anteriores ao golpe, notadamente Minas Gerais, onde Valadares foi o político mais envolvido com o golpe. Interventores no Rio Grande do Sul, São Paulo, Rio de Janeiro, Bahia, e Pernambuco, no entanto, foram substituídos.
Em uma transmissão no rádio, Vargas afirmou que o clima político "permanece restrito aos simples processos de sedução eleitoral", que os partidos políticos não tinham ideologia, que o atraso legislativo impedia as promessas feitas na mensagem presidencial de abril de 1934, incluindo um código penal e um código de minas, e que os caudilhos regionais (homens fortes) tinham prosperado. Em vez disso, Vargas apresentou um novo programa de atividades, incluindo novas estradas e ferrovias para o interior do Brasil e a implementação de "uma grande siderurgia" que deveria fornecer minerais locais e oferecer empregos. Declarou que o Estado Novo restauraria o Brasil à autoridade, à liberdade de ação e seria fundado sobre "paz, justiça e trabalho." "Vamos", disse Vargas, "restaurar a nação... deixando-a construir livremente sua história e seu destino." De acordo com Vargas, o Brasil estava à beira de uma guerra civil. Campos também realizou uma coletiva de imprensa onde tornou pública a fundação de um Conselho Nacional de Imprensa "para uma perfeita coordenação com o governo no controle de notícias e material político e doutrinário." Depois de ter iniciado o Estado Novo, Vargas partiu para a Embaixada da Argentina para um jantar que aceitou antes de saber que o 10 de novembro seria o dia do golpe, e estava surpreendentemente calmo no jantar.
Apenas seis parlamentares se opuseram, incluindo o presidente do Congresso, Pedro Aleixo, embora esta contagem não inclua os deputados correligionários de Oliveira, que estavam confinados incomunicáveis em suas residências. Mesmo com o conhecimento de um potencial golpe, o Congresso havia passado seu último dia de debates discutindo se deveria haver uma discussão sobre a criação de um Instituto Nacional de Nutrição. Praticamente nenhum protesto contra o novo regime era aparente.

## Consequências e reações

### Um novo regime
O novo governo foi chamado de Estado Novo, derivando seu nome do governo português chefiado por António de Oliveira Salazar e instalado apenas quatro anos antes, em 1933. A nova constituição corporativista também extraiu ideias das constituições da Itália e da Polônia, ganhando o apelido de "a polaca" pelos críticos em referência à constituição polaca contemporânea. O texto deu amplos poderes a Getúlio, extinguiu os partidos políticos, aboliu a liberdade de imprensa e instituiu a censura prévia. Segundo o historiador John W. F. Dulles, o texto da carta magna de 1937 "teria satisfeito o ditador mais ambicioso." Também foi declarado estado de emergência, permitindo ao presidente suspender as imunidades parlamentares, prender e exilar cidadãos e invadir domicílios. Para afirmar a nova unidade nacional, as bandeiras dos estados foram queimadas em cerimônia pública.

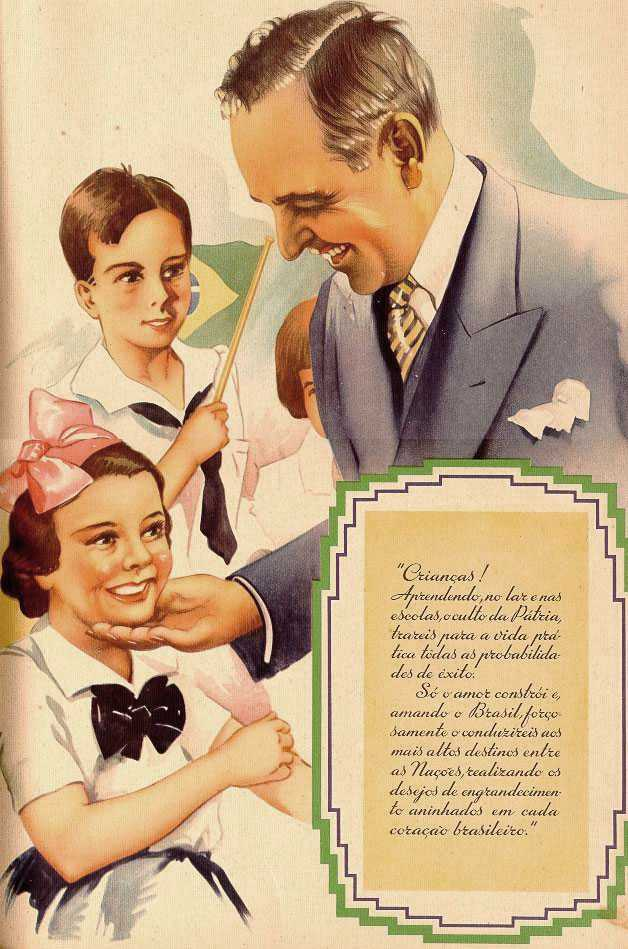
Propaganda do Estado Novo mostrando uma imagem idealizada de Getúlio com crianças

Os criadores do novo regime ansiavam por mudar o Brasil, enfrentando o que acreditavam ser suas questões fundamentais — uma população que acreditava no sistema parlamentarista de governo e uma ausência de disciplina, orgulho nacional e liderança. Os direitos civis foram encurtados, as liberdades individuais eram simbólicas e o Congresso proposto nunca se reuniu. O mandato de Vargas foi prolongado por seis anos, e ele agora era elegível para concorrer à reeleição. Oliveira foi mantido em Minas Gerais por seis meses em prisão domiciliar, sendo exilado em novembro de 1938 para viver na França, Nova Iorque, Buenos Aires e Santiago antes de retornar ao Brasil, morrendo em maio de 1945. O poder dos estados era agora inexistente. Os partidos políticos foram banidos em 2 de dezembro de 1937. A partir de então empreendeu-se a perseguição de adversários políticos e foi organizada uma intensa campanha publicitária a fim de criar uma imagem positiva do novo regime, apoiando-o numa burocracia estatal fortalecida e estruturando-o sobre uma base militarista com forte ascendência do Exército — agora expurgado de elementos dissidentes — sobre as outras forças armadas.
Levine rotula o novo governo como autoritário, escrevendo que "Vargas, apesar de sua dura habilidade como caudilho para lidar com personalidades ao seu redor, tinha pouco talento para a ditadura totalitária no sentido estrito da palavra." Lillian E. Fisher descreveu o novo Estado como "semifascista", concordando com as visões de Lourdes Sola e Guillaume Saes, que dizem haver aspectos em comum com o fascismo mas outros significativamente divergentes. O historiador Jordan M. Young afirmou que a nova constituição foi "moldada ... ao longo de linhas totalitárias" e o país agora se tinha tornado uma ditadura, acrescentando, "o Brasil foi governado de 1937 a 1945 por leis que foram emitidas pelo poder executivo, o governo novamente era um homem, Getúlio Vargas." Para Saes, "a linha de pensamento que caracterizou a direita militar no poder durante o regime do Estado Novo se apoiava num nacionalismo militarista, industrializador, elitista, anticomunista e antioligárquico, assim como numa 'ideologia de guerra' que serviria como justificativa para a política autoritária e modernizadora do regime".
Para Levine, Vargas não viu razão para construir apoio usando um partido político ou um programa ideológico; na opinião de Sola havia uma série de princípios gerais que eram muito enfatizados mas não havia um sistema ideológico bem organizado e coerente, e para Saes o regime se apoiava "em princípios fortes (Estado forte, desenvolvimento industrial, conciliação entre capital e trabalho, anticomunismo), mas não num verdadeiro sistema doutrinário". De qualquer maneira, a classe militar exerceu influência decisiva em todos principais domínios da vida civil, que deviam se subordinar aos ideais patrióticos e militaristas, sempre aludindo a supostas "ameaças" externas ou internas, e banindo manifestações de cunho esquerdista, liberal ou internacionalista. Segundo Francisco Ferraz, "as Forças Armadas se tornaram o sustentáculo e o ponto de coesão do sistema político", sendo a complacência das elites civis para com o Estado militarizado também a base de sustentação da doutrina da segurança nacional.
As oligarquias agrárias que antes disputavam o poder foram em grande parte neutralizadas pela política de industrialização e modernização, e um amplo apoio das classes trabalhadoras foi conseguido através da consolidação de legislação trabalhista, que por um lado foi inovadora e atendeu a algumas antigas reivindicações, e por outro teve um caráter paternalista, liquidou com a autonomia sindical e garantiu uma dócil subordinação da mão de obra aos interesses do Estado, evitando a intensificação da luta de classes, mas esse apoio foi mais passivo e difuso do que ativo, pois já não havia espaço para grandes mobilizações sociais, a Constituição removera direitos civis, a imprensa foi controlada através da censura, e a burocracia estatal se encarregou de controlar os sindicatos e abafar a cultura de cidadania política da classe média, tolhendo sua capacidade decisória. Já a Igreja Católica, à qual pertencia a maioria da população e que exercia grande influência, já tinha uma tradição de combater as esquerdas e os liberais e viu no apoio e colaboração que deu ao novo governo desde o início, embora não de forma oficial, uma forma de garantir a continuidade de sua influência paternalista e disciplinar sobre a sociedade e o combate dos seus tradicionais "inimigos". O principal foco de resistência logo após o golpe permaneceu sendo os integralistas, movimento que se revelara antes capaz de reunir multidões, e que tentou um contragolpe em maio de 1938, mas eles logo foram proscritos e seu principal líder, Plínio Salgado, partiu para o exílio. Vargas governou como um ditador, e as tendências e desenvolvimentos que começaram durante a nova era permaneceram como parte da política brasileira por muitos anos.
Após uma série de aberturas democráticas no final da Segunda Guerra Mundial, porém, um Exército cada vez mais inquieto temia que Vargas interrompesse a democracia novamente e permanecesse no poder por meio de um golpe semelhante ao de 1937. O presidente foi deposto em uma rápida ação orquestrada por Dutra e Monteiro, homens que haviam prolongado seu tempo no poder em 1937, e Gomes. Seu governo terminou em 29 de outubro de 1945, após quinze anos na presidência.  Depois de Dutra ter presidido o país de 1946 a 1951, eleito constitucionalmente, Vargas voltou ao cargo ao derrotar Gomes. Foi presidente de 1951 a 1954, sendo seu governo perturbado por desunião política e problemas econômicos. Os militares voltaram-se contra Vargas novamente após o surgimento de uma crise política, e o presidente se matou em 24 de agosto de 1954. O governo foi novamente derrubado em 1964, dando início a um período de ditadura militar.

### Reações no exterior
O ministro das Relações Exteriores do Brasil, Mário de Pimentel Brandão, informou diretamente ao embaixador dos Estados Unidos no Brasil, Jefferson Caffery, sobre os eventos, alegando que estavam priorizando os norte-americanos em relação aos outros embaixadores. De acordo com a descrição dos acontecimentos feita por Caffery, a campanha presidencial ameaçava gerar uma crise; Vargas não conseguiu chegar a um acordo com os governadores da Bahia e de Pernambuco para outro candidato (em referência à justificativa de Vargas para as visitas de Lima ao Nordeste); seria realizado um plebiscito para a nova constituição, substituindo a débil Constituição de 1934; o governo aderiria a uma "política muito liberal com respeito ao capital estrangeiro e aos estrangeiros que têm interesses legítimos no Brasil." Era cético quanto à "preservação efetiva das instituições democráticas sob a nova constituição." Suas previsões se mostrariam corretas; o plebiscito nunca foi realizado.

Nossas relações com o presidente Vargas e com seus associados têm sido tão próximas e amigáveis durante estes últimos anos que eu, naturalmente, não posso assumir que essas relações serão de alguma forma afetadas pela recente mudança no governo. Eu gostaria, é claro, de ter garantias sobre este ponto.

O secretário de Estado norte-americano Cordell Hull ao embaixador Jefferson Caffery, em 12 de novembro de 1937
O senador norte-americano William Borah acreditava que o novo regime tinha todas as características do fascismo. O The New York Times afirmou que o novo governo no Brasil era fascista em 11 de novembro: "Os movimentos constitucionais e ditatoriais do presidente Getúlio Vargas do Brasil apareceram aqui hoje, com base em relatórios incompletos, para colocar o problema de um governo fascista neste hemisfério." O New York Post e o Daily Worker condenaram a neutralidade do Departamento de Estado dos Estados Unidos e de Osvaldo Aranha, o embaixador brasileiro nos Estados Unidos. Aranha escreveu a Vargas que "comunistas e judeus americanos" eram culpados pela campanha antibrasileira. Aranha reagiu mal, mas seu amigo próximo em Washington, D.C., Sumner Welles, subsecretário de Estado, era um aliado. Em 11 de novembro, Welles disse à imprensa que o golpe era um assunto interno brasileiro, não podendo ser julgado pelos EUA. Três semanas depois, elogiou Vargas e criticou aqueles que condenaram o Brasil por fazê-lo "antes que os fatos fossem conhecidos." Aranha renunciou em 13 de novembro.
Os militares argentinos elogiaram o novo regime, mas isto foi contrário à opinião pública. Os jornais de lá atacaram o novo regime, numa tentativa de limitar qualquer movimento à direita por parte do governo do presidente Agustín Pedro Justo. No Chile, a resposta foi desfavorável. A rádio e a imprensa no Uruguai, favoráveis a Cunha, atacaram o novo regime ainda mais duramente.
O ministro da Propaganda alemão, Joseph Goebbels, elogiou o realismo político de Vargas e a forma como ele agiu no momento certo. A imprensa alemã e de língua alemã no hemisfério sul elogiou o governo autoritário como um triunfo contra o bolchevismo. A reação italiana foi semelhante. No entanto, os alemães mostraram menos entusiasmo em privado, eis que conheciam os esforços de Vargas para subjugar o nazismo no Brasil. Os fascistas europeus foram os únicos a expressar opiniões de apoio. No Reino Unido, a reação foi semelhante à dos Estados Unidos: comentaristas em ambos os países advertiram que o Brasil estava se aproximando de uma ditadura fascista.